# Ces53

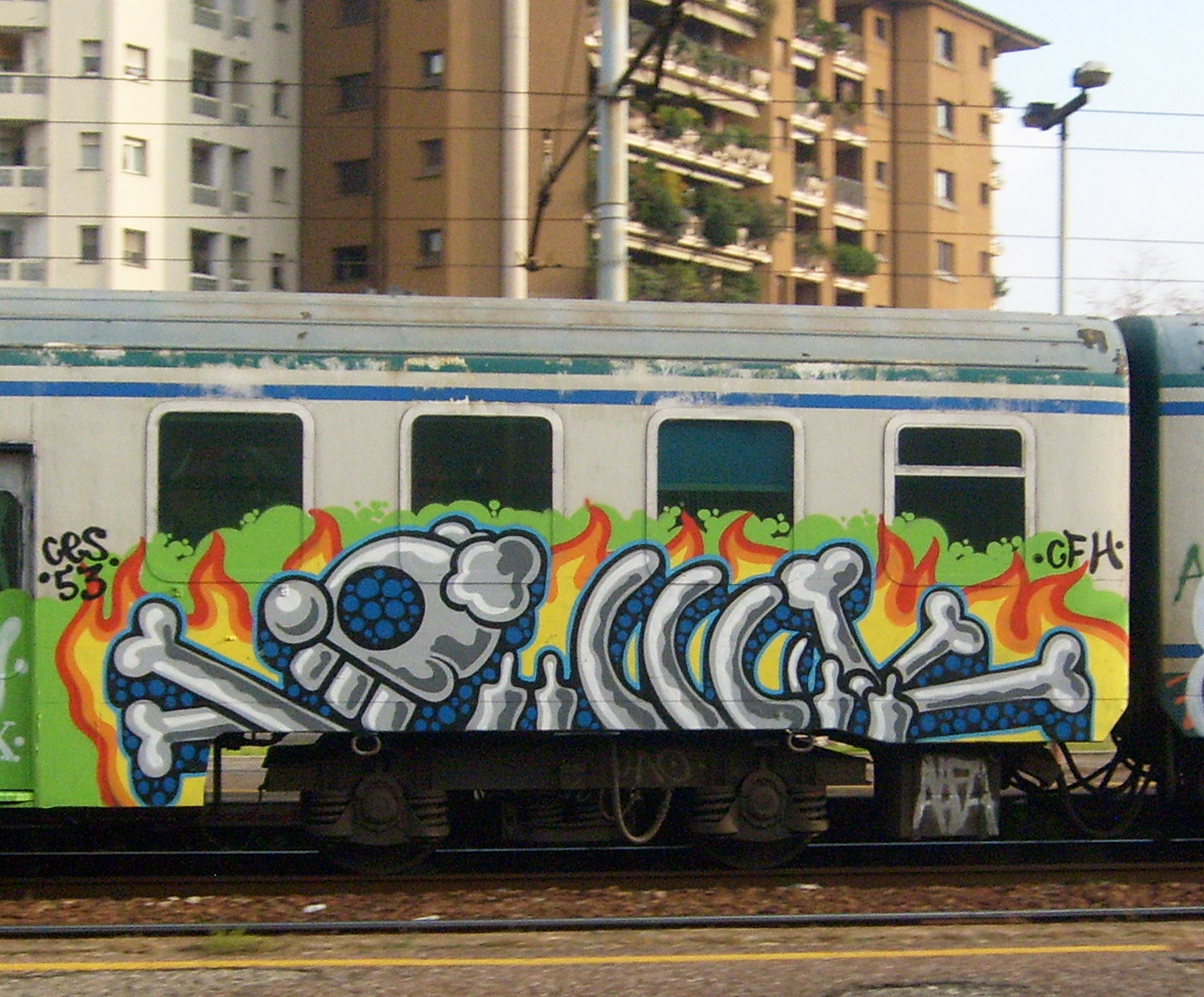
"Hellish funny one" 2009 door Ces53.

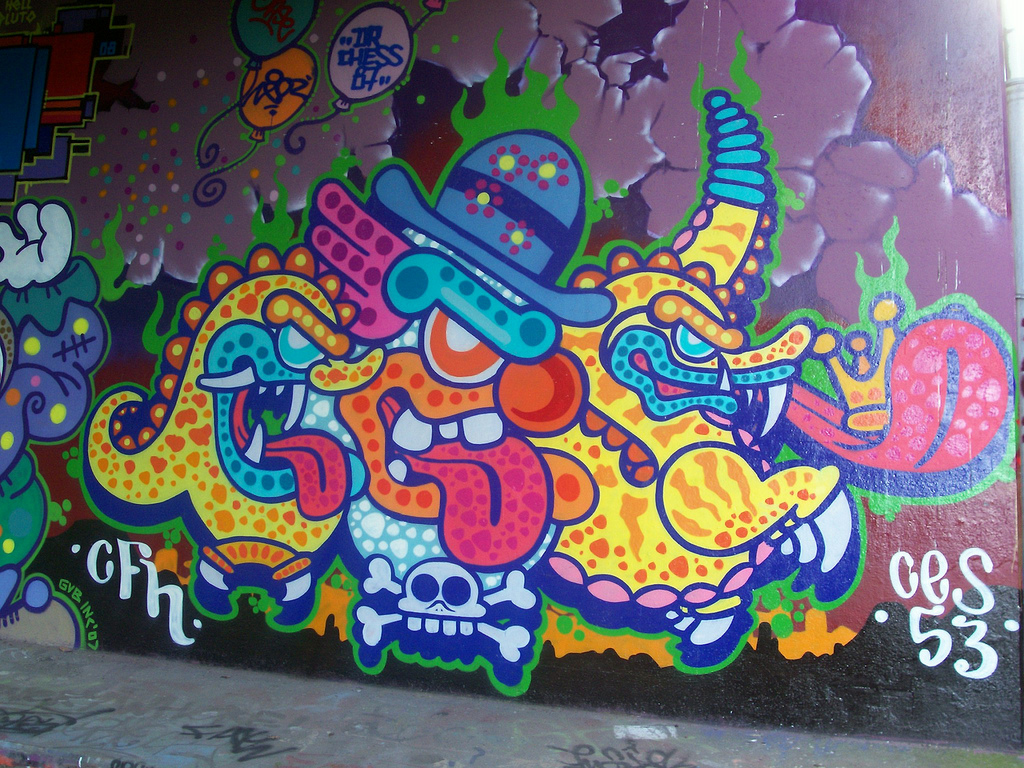
Painting in the Global tradition door Ces53

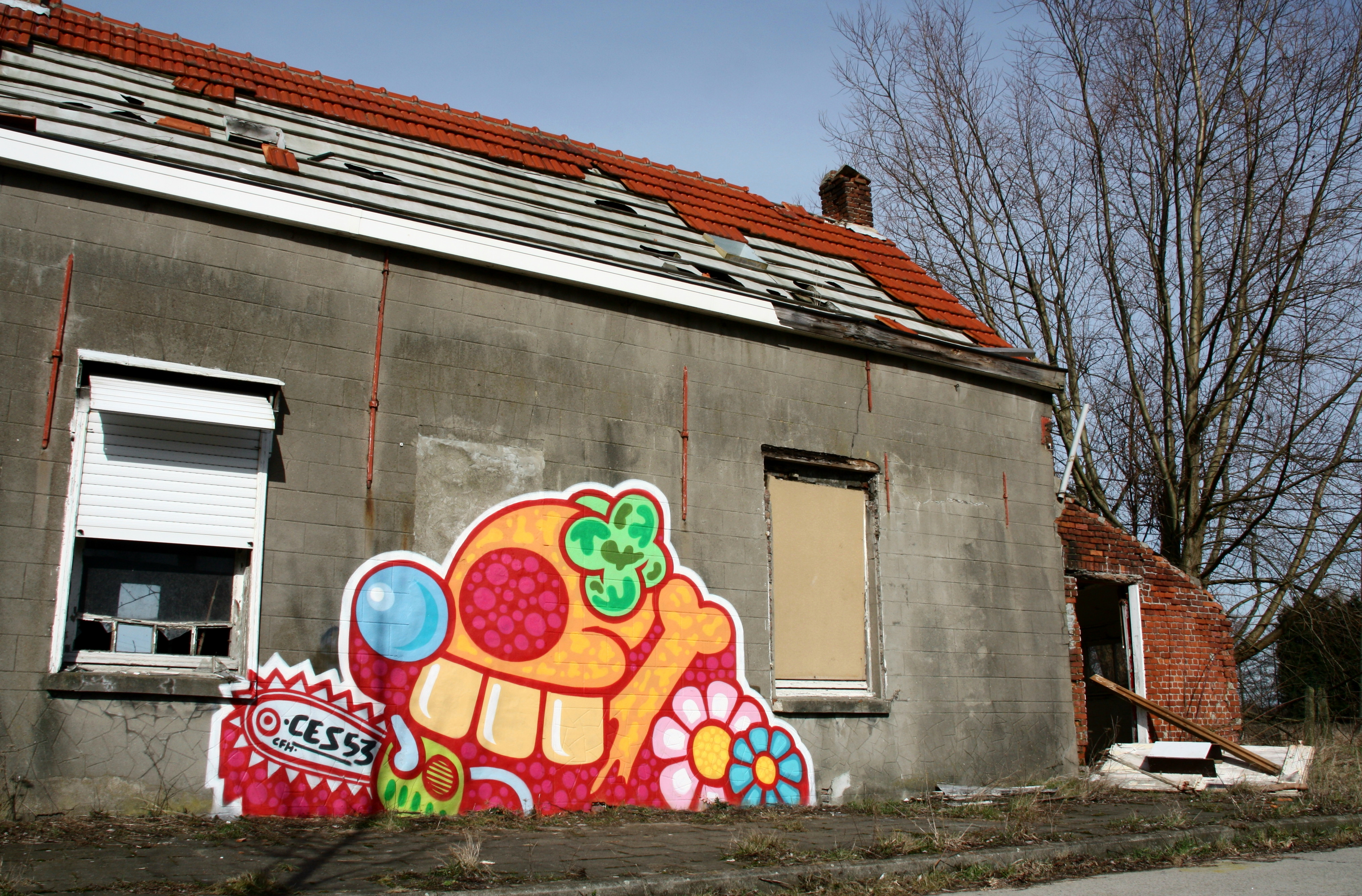
Street art door Ces53 in Doel (België), een spookdorp waar veel graffiti te vinden is.

Ces53 is het pseudoniem van de street art/graffitikunstenaar Tonny van Hoenderloo van Zandt uit Nederland. Ces53 is actief sinds 1985, en is de maker van vele internationale street art/graffiti muurschilderingen. Dit doet hij voornamelijk in Europese steden, maar ook daarbuiten zoals in Mexico, de Verenigde Staten en Birma.

## Werk
Ces53 is begonnen als traditionele graffitischrijver. Hij was een van de eerste die in Nederland, België en Duitsland treinen van graffiti voorzag. In de jaren 90 van de 20e eeuw werd hij wereldwijd bekend vanwege deze graffitischilderingen.
In de loop der tijd heeft hij zich ontwikkeld tot een multidisciplinaire kunstenaar, die onder andere traditioneel schilderen en beeldhouwen aan zijn werk heeft toegevoegd. Binnen de graffitigemeenschap en daarbuiten geniet hij aanzien vanwege de vele stijlinnovaties die hij in de loop der tijd aan de graffiti-vocabulaire heeft toegevoegd. Hij is hierom vermaard in zowel binnen- als buitenland.